# Monastero di Iviron
Il monastero di Iviron o Iveron (in greco Ιβήρων?, in georgiano ივერთა მონასტერი?, iverta monasteri) è uno dei venti monasteri ortodossi del Monte Athos, in Grecia. 
È situato a nord-est della penisola.
Il monastero a statuto idiorritmico occupa il terzo posto nella gerarchia monastica della Repubblica. Da questo monastero dipende la skita di San Giovanni Battista Pròdromos omonima di quella che dipende dalla Grande Laura.
È dedicato alla Dormizione di Maria, festa votiva ricorrente il 15 agosto.

## Storia
Il monastero è stato fondato nel 979.
Le vicende della fondazione del monastero sono strettamente legate al burrascoso periodo che l'Impero bizantino attraversò alla morte di Giovanni I Zimisce. Un monaco presente presso la lavra di Sant'Atanasio, che prima di ritirarsi a vita monastica era stato un generale georgiano, venne sollecitato dal giovane monarca Basilio a accorrere in suo aiuto contro l'usurpatore Barda II Foca. Il monaco si chiamava Tornike Eristavi (Eristavi significa il Duca in Georgiano), egli dopo molte reticenze e sollecitato dai suoi compagni monaci, si recò presso il re georgiano David III e da lui ottenne un esercito di dodicimila cavalieri. Con questo esercito tornò in Cappadocia e fornì un decisivo supporto alle forze imperiali comandate da Barda Sclero che riuscirono a sconfiggere il 24 marzo 979 gli usurpatori nella battaglia combattuta presso Sarvenisni (Aquae Saravenae o Basilika Therma) nel thema di Charsianon (nei pressi della moderna Kırşehir). Tornike tornò alla Santa Montagna e con la ricompensa e l'appoggio dell'Imperatore iniziò la costruzione della lavra di Iviron. Fu aiutato nell'impresa da due suoi conterranei e parenti che prima di lui erano giunti presso Sant'Atanasio. Essi si chiamavano Giovanni e suo figlio Eutimio. Il padre fu il primo igumeno del nuovo monastero e suo figlio gli succedette alla sua morte. Iviron rimase un importante centro monastico georgiano fino al XVI secolo a cui fecero seguito monaci greci. Ancora oggi la biblioteca del convento possiede molte opere risalenti al periodo Georgiano.

## Origine del nome Iviron
Iviron significa il monastero  "degli Iberi", come il monastero degli ortodossi italiani viene chiamato Amalfion (degli amalfitani). Con "iberi" non si intendono gli spagnoli o i portoghesi, in quanto è un antico termine per indicare i georgiani, ovvero gli abitanti dell'Iberia caucasica.